# Marcel Dastugue
Pour les articles homonymes, voir Dastugue.
 (novembre 2021).
Si vous disposez d'ouvrages ou d'articles de référence ou si vous connaissez des sites web de qualité traitant du thème abordé ici, merci de compléter l'article en donnant les références utiles à sa vérifiabilité et en les liant à la section « Notes et références ».
Marcel Henri Albert Dastugue est un architecte diplômé du gouvernement, né le 6 septembre 1881 à Paris et mort le 20 septembre 1970 dans la même ville.

## Biographie

### Enfance et formation
Il est né au 15 rue Monge (5e arrondissement de Paris).
C'est le fils de Bernard Jean Baptiste Dastugue et de Léonie Grenier.
Marcel Dastugue  est diplômé en 1906, du gouvernement, après avoir fait ses études au sein de l’École des beaux-arts de Paris.  

### Carrière
Il devient par la suite, membre de la société centrale des architectes, membre de la société des architectes diplômés par le gouvernement, mais également se voit  membre de la société française d’archéologie.
Il commence ses classes militaires en 1901, sous le régiment de 18e d’Infanterie de Pau.
Il est également à l'âge de 31 ans (1911), architecte agréé des communes et des établissements publics du Pas-de-Calais.
Il est à l'origine du nouvel hôtel  de la chambre de commerce de paris en 1914, en association avec Paul Viard. Le 2 août 1914, il est mobilisé pour participer à la guerre dans le 368e régiment d'infanterie de Toul. Rapidement blessé, il est prisonnier et déporté en Allemagne le 21 octobre 1914.
La première réalisation connue sur Paris date de 1915, au 67 rue de la Boétie dans le 8e arrondissement de Paris. Cette construction est aujourd'hui destinée à des bureaux ainsi que des logements sur les étages supérieurs (immeuble de 6 étages).
Il est de retour en France, le 10 décembre 1918, un mois après la fin de la guerre. Marcel Dastugue est démobilisé en mars 1919, dans sa 38e année.
En 1920, il devient architecte en chef des bâtiments civils et palais nationaux, puis en 1922, il obtient le statut d'architecte de la ville de Paris, parc des expositions, foires et fêtes de la ville de Paris.
Il construit en 1921 l'hôtel Walcher à Paris,.
Il réalise également de 1926 jusque 1929 à Douai (Nord) l'immeuble art déco de l'« Homme de Fer ». 
En 1927, il devient architecte des monuments historiques.
En 1932, il crée une aile supplémentaire et un immeuble de luxe situé au 124, boulevard Maurice-Barrès à Neuilly-sur-Seine.
En 1937, il est architecte en chef du musée national d’Art moderne (anciennement palais de Tokyo).
Ce n'est qu'en 1941 qu'il obtient le statut d'architecte agréé des services de la reconstruction. Marcel Dastugue est ensuite inscrit au tableau de l’ordre des architectes le 7 mai 1942.
Il en devient l'architecte en chef et conseiller technique, pendant la période 1943-1953.

### Retraite
Il est admis à la retraite le 2 janvier 1948 pour ancienneté d’âge.

### Décès
Marcel Dastugue meurt le 20 septembre 1970 en son domicile à Paris.

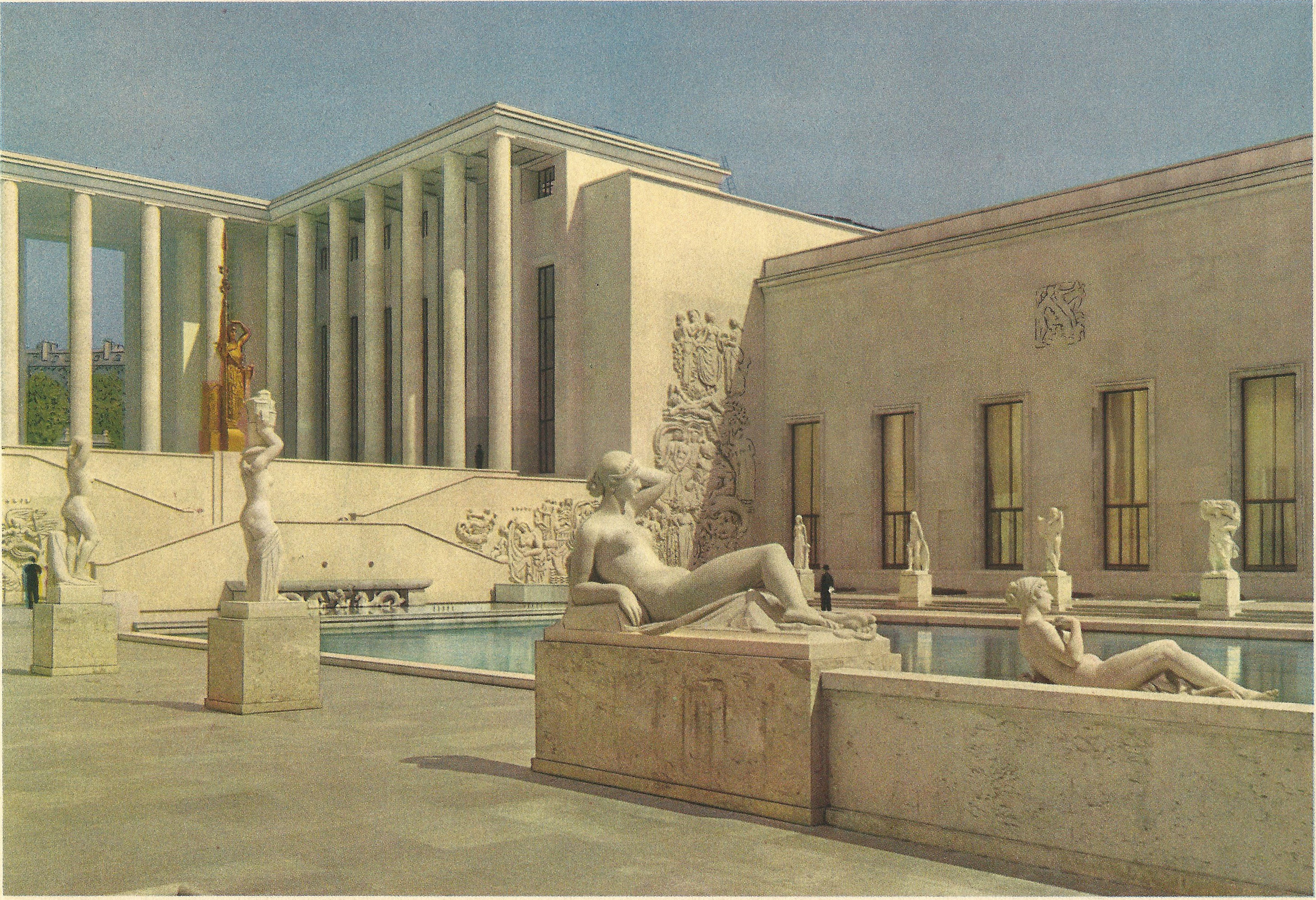
Musée d'Art moderne lors de l'exposition universelle de 1937.

## Lauréat de concours publics
- 1914 : 1er prix - hôtel de la Chambre de commerce de Paris
- 1937 : 1er prix exposition universelle - Musée d’Art moderne.

## Distinctions
- Chevalier de l'ordre des Palmes académiques : 7 février 1914
- Officier de l'Instruction publique : 12 juillet 1927
- Chevalier de la Légion d'honneur : 31 juillet 1936
- Officier de la Légion d'honneur : 25 août 1953

## Sources
- « La chambre de commerce et d’industrie de Paris, 1903-2003 ; études thématiques » ; Paul Lenormand, DROZ ; 2008 en consultation sur google books en page 489.